# 陳承澤
陈承泽（1885年—1922年），字慎侯，号说难、洗心，福州闽侯县人。中国语法学家、民主革命家，中华民国政治人物。

## 生平
陈承泽早年曾中乡举，后来1904年自费留学日本，1906年到1909年就读明治大学学习法政、哲学，其间加入中国同盟会。毕业回国后，他任商务印书馆编译员。
1911年，陈承泽参加辛亥革命福建起义，任福建都督府参事会（后改为政务院）秘书长。1912年他曾任南京临时参议院议员、北京临时参议院议员。此后他脱离政界。他致力于国文法的研究和字典编纂，又为报刊撰写时政评论。1912年到1914年，他在《民立报》、《雅言》、《甲寅》等报刊上发表多篇政论。1914年到1915年，他兼《时事新报》总编辑。1918年，他声援罢课回中国的留日学生，并为《救国日报》撰文。1920年起，他参与编辑《学艺》杂志、《东方杂志》。1922年，他和商务印书馆编辑何公敢、范寿康、阮湘、李闪亭等组织孤军社，创办《孤军》杂志。1922年8月，他在上海病逝，年37岁。

## 著作
- 陈承泽 编，府厅州县地方自治章程笺释，上海：商务印书馆，1910年

- 陈承泽，国文法草创，上海：商务印书馆，1922年

- 国语改进商榷，学艺1920年第2卷第2期
- 字义研究法及字之训诂法，学艺1921年第3卷第4期
- 国文法概论，学艺1923年第5卷第1、2、3期
- 国文和国语的解剖，学艺1923年第5卷第4期
- 词性概论，学艺1923年第5卷第5期
- 浅文书编纂案，学艺1925第7卷第1期
- 文章论大要，学艺1925年第7卷第2期
- 说难，南北国会和南北总统哪一个是合法的？，孤军创刊号
- 说难，孤军宣言，孤军创刊号